# Pablo McClure Hortal
Pablo McClure Hortal (Santiago de Chile, 15 de abril de 1955) es un pintor chileno.

## Biografía
Desde su niñez estuvo interesado en el arte. Según su página web su “primer contacto con el color fue con los pétalos de flores que colocaba entre dos trozos de vidrio, y miraba a contraluz”; pintaba en el taller de su padre y a los 13 años de edad obtuvo sus primeros premios en concursos de arte del Colegio Saint`George.
Entre los años 1970 y 1975 estudió pintura en el Taller del pintor Fred Jarvis en Santiago de Chile. En 1974 Ingresó a la Escuela de Arquitectura de la Universidad Católica de Valparaíso, donde obtuvo el título de arquitecto en 1981. En 1988 viajó a España y entró al Taller del pintor Manuel Viola en San Lorenzo de El Escorial, cerca de la ciudad de Madrid. En los años 1988 y 1989 se desempeñó como Profesor de Pintura y Dibujo en la Casa de la Cultura de San Lorenzo de El Escorial y en 1990 como Profesor de Dibujo en el Real Colegio Alfonso XII, Monasterio de El Escorial. Ha realizado series de ilustraciones para diferentes publicaciones, principalmente en España.
En 1982, en España conoció a Soledad Leonicio, con quien tuvo un hijo; ilustró si libro de cuentos llamado “Había Nacido Transparente”.

## Trayectoria

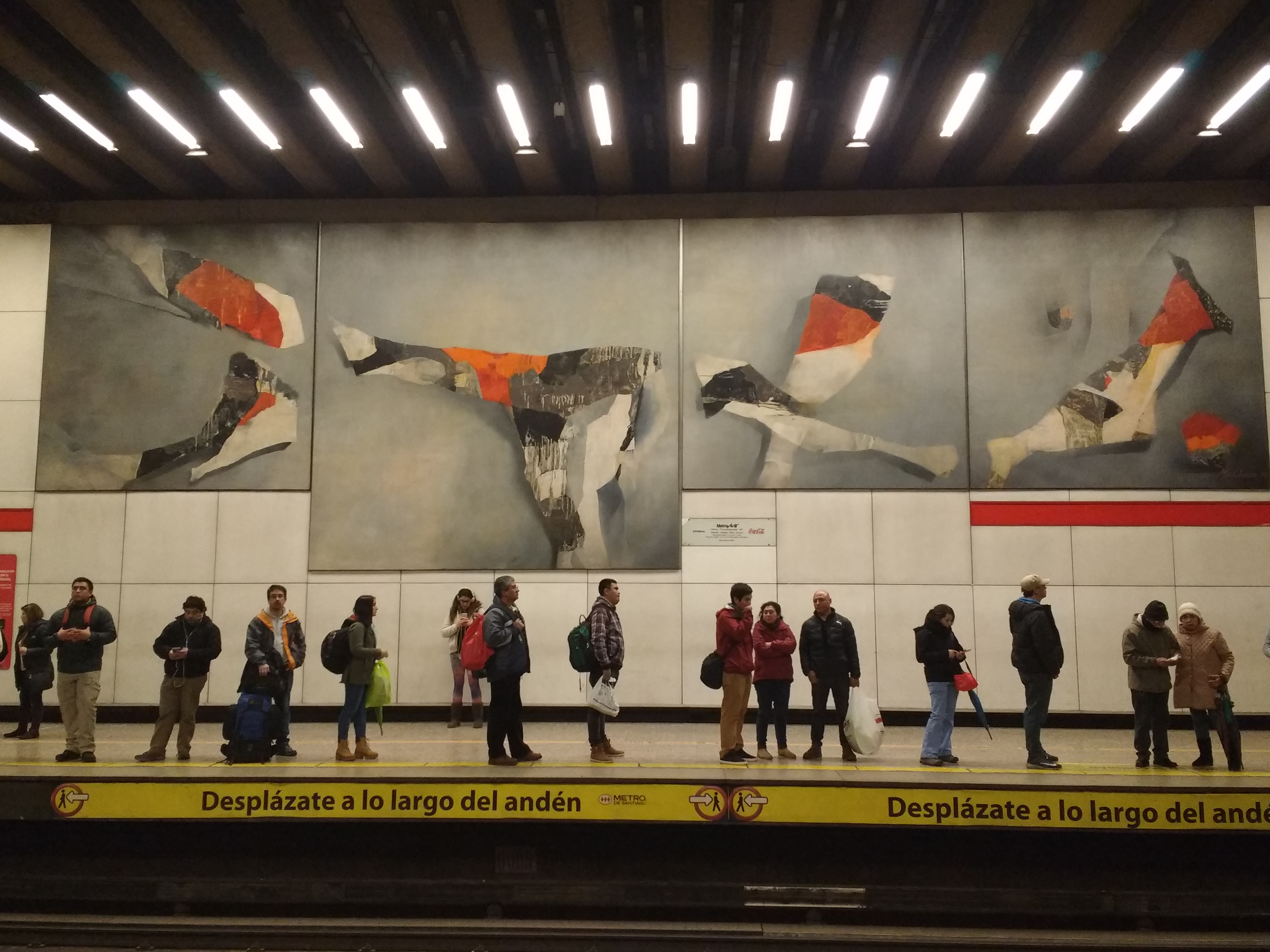
Vista hacia "Constelación II"

En su estadía en España realizó una serie de dibujos del “Real Monasterio de San Lorenzo de el Escorial” en 1984, que fue un encargo del Patrimonio Nacional de España en conmemoración de sus 400 años.
Pablo McClure residió en la ciudad de Madrid por más de una década, y gracias a esto tuvo contacto con diferentes artistas destacados como Manuel Viola. También tuvo contacto con Roberto Matta, artista surrealista chileno con quien estuvo manteniendo correspondencia.
Ya de vuelta en Chile en 1990 realizó varias exposiciones en el Museo Nacional de Bellas Artes, en la Galería Isabel Aninat, en Praxis, en la galería Ana María Matthei, en Galería Trece, entre otras, y también en Europa, Latinoamérica, Asia y Estados Unidos.
En 1994, en Chile realizó para el proyecto de MetroArte “Constelación II” que se exhibe en el Metro de Santiago, en la Línea 1, Los Héroes (estación), está dispuesta de forma que, en frente de la obra, hay espejos que permiten su reflejo.
Sus últimas exposiciones las realizó con éxito en la ciudad de Nueva York el año 2013 en The Lion Heart Gallery, en Pound Ridge, el año 2015 en el Instituto Cervantes en Manhattan, y en California en Gualala Art, donde recibió elogios de la crítica especializada.

### Obras
- Colegio Saint George's 1968.
- “Mi primer óleo” 1970.
- Estudio óleo 1974.
- "El poeta", estudio cubista 1976.
- "Guitarra" 1977.
- Estudio surrealista 1980.
- "Tótem II" 1980.
- "Eclipse" 1980.
- "Deseo o vuelo" 1980.
- "Viajero de los bosques primitivos" 1989.
- "En el ojo del minotauro" 1980.
- "La fragancia de la tierra" 1981.
- "Crepúsculo" 1984.
- "Encrucijada" 1986.
- "La cruz quinta de américa", 1988.
- "Delosastros", 1989.
- "Viajero de los bosques primitivos II", 1991.
- "Del fuego al agua" 1991.
- "Y aligeraron súbitamente sus alas", 1992.
- "En si II", 1993.
- "El explorador", 1993.
- "De los velos ínsitos" 1996.
- "Guerrero sideral" 1997.
- "De lo efímero a lo imperecedero" 1999.
- "Gnosis" 2002.
- "Portadores de la luz" 2005.
- "Luz continua" 2006.
- "Espacios de luz fosilizada" 2004.
- "Umbral de la conciencia" 2002.
- "Después del tiempo" 2001.
- "Medidas secretas" 2003.
- "Reflejos" 2009.
- "Espacios infinitos" 2005.
- "Presencia" 2006.
- "Entre silencio" 2007.
- "El Aliento del fuego" 2010.
- "Origen" 2010.
- "Purificación" 2011.
- "Soledad" 2011.
- "Manantial" 2011.
- "Época blanca" 2012.
- Dibujos del Real Monasterio de San Lorenzo El Escorial, encargados por el patrimonio nacional de España en 1984.
- Ilustraciones del libro escrito por Soledad Leonicio y publicado en 1982 por Editorial Pluma, España.

### “Constelación II”, MetroArte
En 1994 realizó “Constelación II”, para el proyecto de MetroArte que se implementaría en las diferentes estaciones del Metro de Santiago. Esta pintura que se exhibe en estación Los Héroes, de la Línea 1, donde se refleja en un mural de espejos; el políptico es de estilo abstracto con temáticas cósmicas que surgen del mundo interior del pintor. La pared de espejos confronta la obra y otorga una amplitud espacial que involucra a pasajeros y trenes. En su obra se aprecian imágenes abstractas superpuestas dentro de composiciones definidas por líneas sinuosas y zonas sombreadas, destacando contrastes tonales y la materialidad de sus texturas.

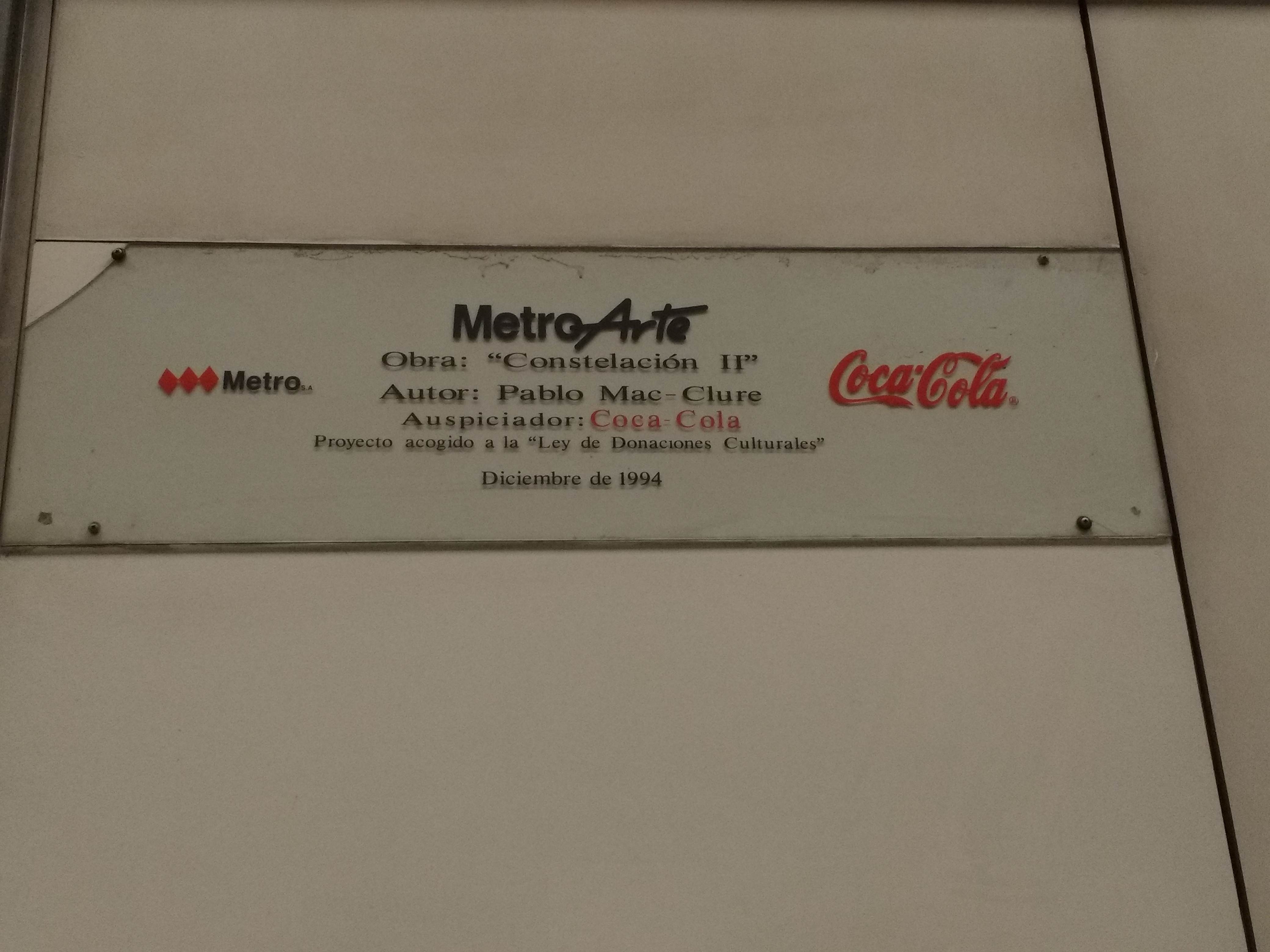
Placa con descripción de la obra "Constelación II"

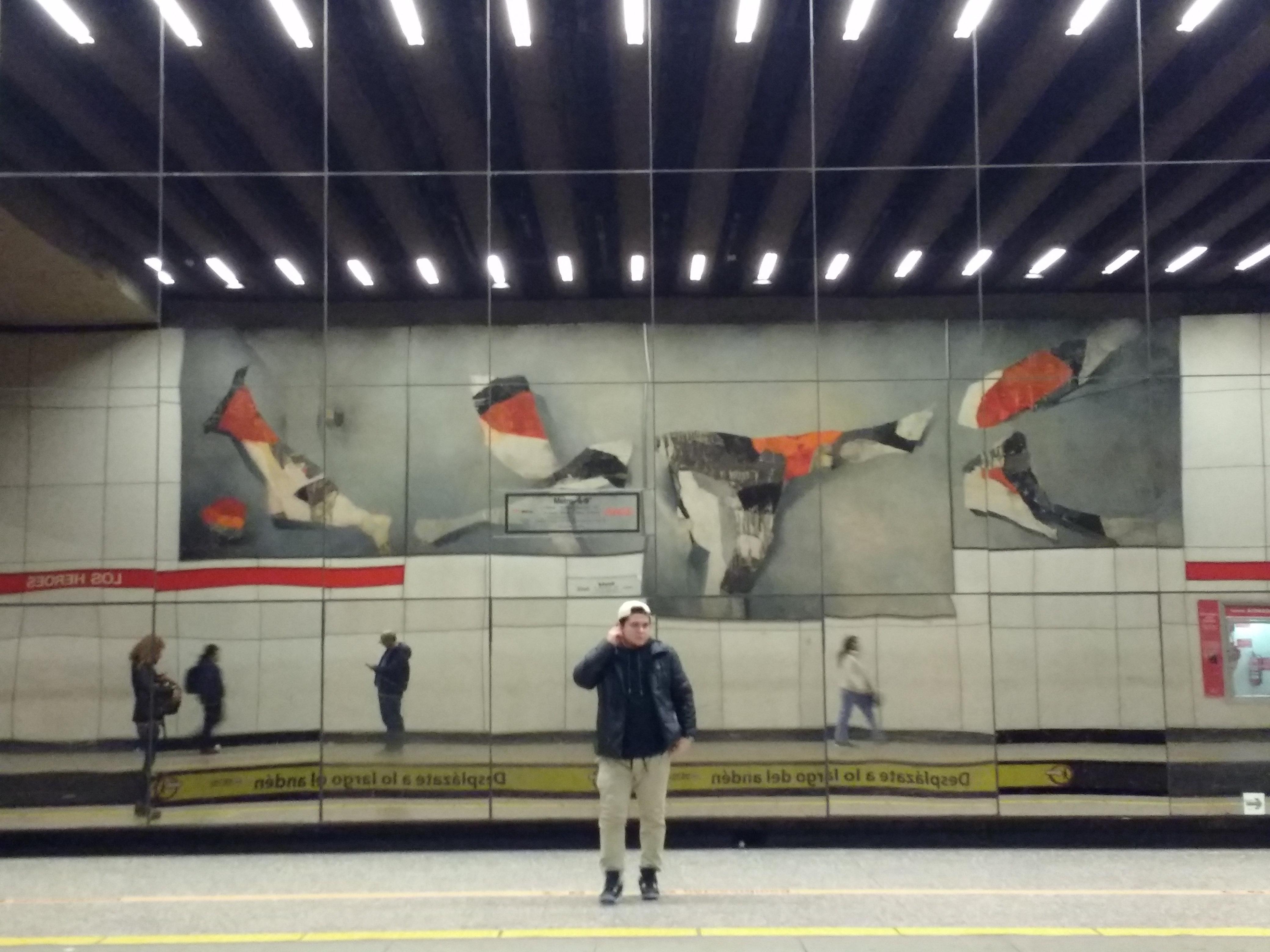
Vista hacia el muro de espejos

Según la galerista Isabel Aninat este trabajo de MacClure muestra: “La técnica y pulcritud de quien sabe su oficio, de quien domina el espacio, y de quien en todas esas manchas distribuidas en perfecta coordinación da a cada una un orden cósmico, como lo haría alguien que sabe mucho de la alquimia de los colores”.

### "Ecos del Desierto"
Exposición realizada el 10 de julio de 2015 en Nueva York junto con Soledad Leonicio.
La exposición consistió en 19 cuadros y 5 esculturas inspiradas en el Desierto de Atacama. La obra explora sobre el espacio, la materia pictórica y sobre el movimiento a través del cual, los elementos antagónicos se iluminan y dan origen a formas nuevas; Soledad Leonicio utiliza materiales en desuso para transformarlos y crear una obra inspirada en la luz y el silencio del desierto.

### Exposiciones colectivas[6]
- 2014 The Lion Heart Gallery, Pond Ridge, New York, EE. UU.
- 2011 Galería Ilustre Municipalidad de Temuco, Temuco Chile.
- 2011 Galería AZ-Zapallar Chile.
- 2008 Classic Artform, Beverley Hills, Los Ángeles California, EE. UU.
- 2007 Centro Cultural de América Latina y Museo. Seúl, Corea del Sur.
- 2006 Arte 88, Bogotá, Colombia.
- 2006 Shangai Art. China.
- 2004 Reunión de Ministros de Relaciones Exteriores y VI SOM del Foro de Cooperación América Latina Asia del Este (FOCALAE) en Manila, Filipinas.
- 2003 Galeria Trece. Grabados. Santiago Chile.
- 2002 Galeria Mathei, Pintando Valparaíso, Valparaíso, Chile.
- 2001 Galería Ana Maria Mathei.
- 1998 Galería Taipinquiri, La Paz, Bolivia.
- 1998 Casa Central, Universidad de Talca, Chile.
- 1998 Casa Central, Universidad de Chile, Santiago, Chile.
- 1996 Galería Praxis, Santiago, Chile.
- 1995 Galería Praxis, Santiago, Chile.
- 1994 Galería Isabel Aninat, Santiago, Chile.
- 1993 Galería Praxis, Santiago, Chile.
- 1990 Museo Abierto, Museo Nacional de Bellas Artes, Santiago, Chile.
- 1990 Imagen de Arquitectos, el Castillito, Parque Forestal, Santiago.
- 1989 Galería Silvia Westerman, San Lorenzo de El Escorial, España.
- 1989 Casa de la Cultura, San Lorenzo de El Escorial, Madrid, España.
- 1988 Casa de la Cultura, San Lorenzo de El Escorial, Madrid, España.
- 1987 Concurso, Excelentísima Diputación de Alicante.
- 1986 Concurso, Excelentísima Diputación de Alicante, España.
- 1985 Galería Silvia Westerman , San Lorenzo de El Escorial, España.
- 1984 Galería Durán, Madrid, España.
- 1971. Instituto Soviético de Cultura, Santiago, Chile.

### Exposiciones individuales[6]
- 2015 Gualala Arts Center, Gualala, California, EE. UU.
- 2015 Instituto Cervantes, New York, EE. UU.
- 2014 SeReS CaSa-Galería, Santiago Chile.
- 2013 The Lion Heart Gallery, Pond Ridge, New York, EE. UU.
- 2012 SeReS CaSa-Galería, Santiago Chile.
- 2011 Galería Ilustre Municipalidad de Temuco.
- 2011 SeReS Casa-Galería, Santiago Chile.
- 2009 Galería Isabel Vicuña Club Ecuestre Cachagua.
- 2007 Galería Trece, Santiago Chile.
- 2006 Casa-Galería, Alberto Magno, Santiago, Chile.
- 2005 Galería Collahuasi, Iquique, Chile.
- 2005 Galería Trece, Santiago, Chile.
- 2001 Galería Isabel Vicuña, Club Ecuestre, Cachagua, Chile.
- 2000 Galería Ana María Matthei, Santiago, Chile.
- 1999. Galería Modigliani, Viña del Mar Chile.
- 1998. Casa de la Cultura, Santa Cruz de la Sierra, Bolivia.
- 1998. Galería Taipinquiri, La Paz Bolivia.
- 1998 Galería Carmen Codoceo, La Serena, Chile.
- 1997 Galería Arte Presente, Santiago Chile.
- 1996 Galería Praxis, Santiago, Chile.
- 1993 Metro Arte, Mural Constelación II, Metro Los Héroes, Santiago.
- 1993 Galería Isabel Aninat, Santiago, Chile.
- 1990 Galería de El Cerro, Santiago , Chile.
- 1989 Galería Silvia Westerman, San Lorenzo de El Escorial, España.
- 1988 Casa de la Cultura, San Lorenzo de El Escorial, Madrid, España.
- 1997 Galería de El Cerro, Santiago, Chile.
- 1986 Galería Sol Negro, San Lorenzo de El Escorial, Madrid, España.
- 1982 Galería Ovidio, Madrid España.
- 1981 Galerías Nacionales.
- 1981 Instituto Chileno–Norteamericano de Cultura.